# 高港基資
高港 基資（たかみなと もとすけ、3月8日 - ）は、日本の漫画家。京都府出身、宇治市在住。

## 来歴
1990年、『ヤングキング』（少年画報社）に掲載の『マサイ』でデビュー。大学卒業後、持ち込みにより同誌に掲載される。その後『ヤングキングアワーズ』（同）、コンビニコミック（ホラー）などで活動。

## 作品リスト

### 書籍
- マサイ（『ヤングキング』、少年画報社）
  1. 1991年12月、ISBN 4-7859-1304-5
  2. 1992年6月、ISBN 4-7859-1320-7
  3. 1994年4月、ISBN 4-7859-1411-4
- 双頭都市-高港基資短編集（1996年7月、大都社、ISBN 4-8865-3076-1）
- 顔をみるな（1998年9月、『ヤングキング』、少年画報社、ISBN 4-7859-1868-3）
- 女優霊（2000年1月、角川書店、ISBN 4-04-853124-7）
- 恐之本-高港基資ホラー傑作選集（少年画報社）
  1. 壱 2012年8月、ISBN 978-4-7859-3891-8
  2. 弐 2013年1月、ISBN 978-4-7859-4006-5
  3. 参 2013年7月、ISBN 978-4-7859-5091-0
  4. 四 2014年1月、ISBN 978-4-7859-5209-9
  5. 伍 2014年7月、ISBN 978-4-7859-5342-3
  6. 六つ 2015年1月、ISBN 978-4-7859-5470-3
  7. お七 2015年7月、ISBN 978-4-7859-5592-2
  8. 八つ目 2016年1月、ISBN 978-4-7859-5703-2
  9. 仇 2016年7月、ISBN 978-4-7859-5816-9
  10. 充 2017年1月、ISBN 978-4-7859-5943-2
- 異本シリーズ（原作：外薗昌也、廣済堂出版『廣済堂モノノケ文庫』）
  - 黒異本（2015年7月、竹書房） ISBN 978-4-8019-5296-6
  - 赤異本（『ゴラクエッグ』、2016年8月8日発売[1]、日本文芸社） ISBN 978-4-537-13471-1
  - 白異本（2017年7月、日本文芸社） ISBN 978-4-537-13606-7
  - 闇異本（『LINEマンガ』2020年8月13日[2] - 連載中、2021年7月[3] - 刊、既刊2巻）

### アンソロジー
- 「読者投稿心霊体験」シリーズ（廉価版コンビニコミック、少年画報社）
  - 読者投稿心霊体験 2005年8月、ISBN 4-7859-2575-2 - 『顔をみるな』からの再掲あり。
  - 読者投稿心霊体験-凍りついた背中 2006年1月、ISBN 4-7859-2599-X
  - 読者投稿心霊体験-怪の通る道 2006年5月、ISBN 4-7859-2642-2
  - 読者投稿心霊体験-呪われた夏 2006年7月、ISBN 4-7859-2658-9
  - 読者投稿心霊体験-血塗られた名月 2006年9月、ISBN 4-7859-2678-3
  - 読者投稿心霊体験-呪われた冬 2007年1月、ISBN 978-4-7859-2735-6
  - 読者投稿心霊体験-闇の巡礼者 2007年4月、ISBN 978-4-7859-2763-9
  - 読者投稿心霊体験-錆びついた思い出 2007年6月、ISBN 978-4-7859-2793-6
  - 読者投稿心霊体験 2007年8月、ISBN 978-4-7859-2833-9
  - 読者投稿心霊体験-女優霊 2007年9月、ISBN 978-4-7859-2846-9
  - 読者投稿心霊体験-凍えついた唇 2008年1月、ISBN 978-4-7859-2904-6
  - 読者投稿心霊体験-宵闇の彼方 2008年5月、ISBN 978-4-7859-2960-2
  - 読者投稿心霊体験-雨の丑三つ時 2008年6月、ISBN 978-4-7859-2975-6
  - 読者投稿心霊体験-海鳴り 2008年7月、ISBN 978-4-7859-2987-9
  - 読者投稿心霊体験-晩夏の宴 2008年8月11日、ISBN 978-4-7859-3007-3
- 恐ろし屋 黒ノ書（2017年10月17日発売[4]、廉価版コンビニコミック）
- 本当にあった心霊体験 夏だし怖い話してみない?（2018年7月9日発売[5]、少年画報社、廉価版コンビニコミック） - 『恐之本』から9作を再録[5]
- JITSUKOWA〜読者投稿心霊体験〜（2019年8月8日発売[6]、少年画報社、廉価版コンビニコミック） - 『ヤングキング』2018年14号から3号連続ホラー読み切り企画[7][8][9]で掲載された3作も収録
- 怖異事典（こわいじてん） 2020（2020年8月31日発売[10]、廉価版コンビニコミック） - 過去作品の再掲[10]